# مدولاتور فضایی نوری
 مدولاتور نوری فضایی یا مدوله‌گر نوری فضایی شدت نور را در نقاط مختلف تعیین می‌کند. این سیستم‌ها از یک صفحه تخت که دارای یک ضریب عبور قابل کنترل است تشکیل می‌شوند و می‌تواند با توجه به رابطه (Ii(x,y) =  t(x,y) I0 (x,y شدت نور در هر نقطه را کنترل کنند.
در این رابطه (I0 (x,y شدت نور عبوری و (Ii(x,y شدت نور فرودی می‌باشد. اگر شدت نور فرودی ثابت باشد در انصورت شدت نور عبوری متناسب با ضریب عبور خواهد شد که این باعث می‌شود که تصویر (t(x,y  با نور عبوری بیان شود، همانند اتفاقی که در پروژکتور می‌افتد.
در این دستگاهها از اثر الکترو اپتیک مواد استفاده می‌کنند بدین شکل که یک میدان (E(x,y متناسب با (t(x,y مطلوب وارد می‌کنند.
در یک طراحی ساده می‌توان آرایه‌ای از الکترودهای شفاف را که بین انها مواد الکترو اپتیک قرار دارد  و همه آنها بین دو پلاریزور قرار دارند استفاده کرد. با اعمال ولتاژ در مکان‌های مختلف ما می‌توانیم یک (t(x,y را طراحی کنیم. این سیستم ارایه‌ای از مدولاتور شدت نیز گفته می‌شود. هر چند این کار در ادرس دهی تعداد  زیادی از این آریه‌ها بدون وابستگی به هم بسیار مشکل است اما در صفحه نمایش‌ها از این مدلاتورهای نوری فضایی کریستال مایع  بخاطر اعمال ولتاژ کم استفاده می‌کنند.
یکی دیگر از روشهای آدرس دهی اپتیکی استفاده از یک  لایه نازک ماده رسانای نوری برای ایجاد میدان الکتریکی مورد نیاز مدلاتور است. رسانایی ماده فتو رسانا متناسب با میزان شدت نور فرودی بر سطح آن است. با توجه به توزیع شدت نور تابیده شده، یک الگوی فضایی رسانندگی بر روی فتو رسانا ایجاد می‌شود. این ماده فتورسانا بین دو الکترد خازن قرار گرفته‌است. خازن در ابتدا به‌طور کامل شارژ می‌شود سپس با توجه به الگوی رسانندگی، در محل‌های خاصی شارش بار صورت گرفته و میدان تضعیف می‌شود. اگر ضریب عبور متناسب با میدان اعمالی باشد پس با شدت نور اولیه رابطه معکوس دارد.
یک نوع دیگر مدولاتورهای اپتیکی دوباره خوان پاکلز (prom)می‌باشد.  یک نوع از این دستگاهها از از کریستال اکسید سیلیکان بیسموت ساخته می‌شود که اولاً دارای اثر الکترواپتیکی پاکلز است ثانیاً برای رنگابی  فتو رسانا بوده اما برای رنگ قرمز اینگونه نیست ثالثاً یک عایق خوب در تاریکی می‌باشد. در (prom) یک قطعه bso بین دو الکترود شفاف قرار دارد. نور قرمزی که می‌خواهد مدوله شود از درون یک پلاریزور عبور کرده و وارد لایه bso شده و سپس توسط یک بازتاب کننده، بازتاب و از پلاریزور دوم عبور می‌کند. بازتاب کننده نور قرمز را بازتاب کرده ولی ابی را عبور می‌دهد.
در مرحله اول یک میدان kv ۴ بر الکترودها اعمال شده و خازن‌ها شارژ می‌شود (از آنجایی که کریستال یک عایق خوب در تاریکی است هیچ گونه نشتی نخواهد داشت.)
در مرحله دوم نور ابی رنگ با توزیع شدتی خاص خودش بر کریستال تابیده می‌شود. در نتیجه همانطور که قبلاً توضیح داده شد در هر نقطه که شدت نور ابی بیشتر است میدان الکتریکی کاهش یافته و با توجه به اثر الکترو اپتیکی تغییر ضریب شکست کمتر شده و این در کریستال ذخیره می‌شود.
در مرحله سوم نور قرمز در محلهایی که تغییر ضریب شکست زیاد است تغییر پلاریزیشن صورت گرفته و نور قرمز پس از عبور از پلاریزیشن بلوکه می‌شود.
در مرحله چهارم الگوی ضریب شکست با اعمال یک نور آبی یکنواخت به حالت اولیه برگشته و کریستل با اعمال ولتاژ دوباره شروع به کار می‌کند.
از این روش می‌توان جهت تبدیل نور غیر همدوس به نور همدوس استفاده کرد. یعنی اگر نور ابی غیر همدوس باشد چون تنها توزیع شدتی آن مهم است آن را به نور قرمز همدوس با همان توزیع تبدیل کرد که این روش در کاربردهای پردازش تصویر و اطلاعات اپتیکی بسیار حائز اهمیت است.